# Przedwczesne wygasanie czynności jajników
Przedwczesne wygasanie czynności jajników (ang. premature ovarian failure - POF) – zaburzenie, w którym jajniki tracą swoją funkcję przed 40 rokiem życia.
Jednymi z najczęstszych przyczyn przedwczesnego wygasania czynności jajników są przyczyny: genetyczne, infekcyjne, autoimmunologiczne i stany po chemioterapii oraz radioterapii
Zaburzeniami związanymi z przedwczesnym wygasaniem czynności jajników najczęściej jest niedoczynność tarczycy oraz niedoczynność kory nadnerczy.